# Liste du patrimoine immobilier du Saguenay–Lac-Saint-Jean
Cette liste recense les biens du patrimoine immobilier du Saguenay–Lac-Saint-Jean inscrits au répertoire du patrimoine culturel du Québec. Cette liste est divisée par municipalité régionale de comté géographique.

## Lac-Saint-Jean-Est
| Bien patrimonial                                  | Illustration               | Municipalité   | Adresse                                 | Coordonnées                         | No     | Constr.              | Catégorie                   | Rec. | Notes |
| ------------------------------------------------- | -------------------------- | -------------- | --------------------------------------- | ----------------------------------- | ------ | -------------------- | --------------------------- | ---- | ----- |
| Ancien hôtel de ville d'Isle-Maligne              | Alma                       | Alma           | 1671, avenue du Pont Nord               | 48° 34′ 54″ nord, 71° 37′ 55″ ouest | 93393  | 1937                 | Immeuble patrimonial cité   | 2000 |       |
| Chapelle Sainte-Anne                              | Image manquante Téléverser | Alma           | rue Laurent                             | 48° 33′ 09″ nord, 71° 39′ 27″ ouest | 236777 | 1924 (vers)          | Immeuble patrimonial cité   | 2024 |       |
| Édifice Paul-Tremblay                             | Alma                       | Alma           | 50, rue Saint-Joseph                    | 48° 33′ 04″ nord, 71° 39′ 11″ ouest | 232698 | 1948                 | Immeuble patrimonial cité   | 2022 |       |
| Église Saint-Cœur-de-Marie                        | Image manquante Téléverser | Alma           | 5752, avenue du Pont Nord               | 48° 37′ 55″ nord, 71° 42′ 00″ ouest | 155150 | 1922 à 1923          | Immeuble patrimonial cité   | 2024 |       |
| Église Saint-Joseph                               | Alma                       | Alma           | Boulevard des Cascades Rue Saint-Joseph | 48° 33′ 03″ nord, 71° 39′ 01″ ouest | 109620 | 1908                 | Immeuble patrimonial cité   | 2006 |       |
| Hôtel de ville d'Alma                             | Alma                       | Alma           | 140, rue Saint-Joseph                   | 48° 32′ 59″ nord, 71° 39′ 12″ ouest | 232699 | 1931 à 1932          | Immeuble patrimonial cité   | 2022 |       |
| Presbytère de Saint-Joseph                        | Alma                       | Alma           | 70, rue Saint-Joseph                    | 48° 33′ 03″ nord, 71° 39′ 01″ ouest | 109619 | 1901                 | Immeuble patrimonial cité   | 2006 |       |
| Presbytère de Saint-Cœur-de-Marie                 | Image manquante Téléverser | Alma           | 5752, avenue du Pont Nord               | 48° 37′ 54″ nord, 71° 41′ 59″ ouest | 155152 | 1922 à 1923          | Immeuble patrimonial cité   | 2024 |       |
| Poudrière du Poste-de-Traite-de-la-Métabetchouane | Desbiens                   | Desbiens       | Rue Hébert                              | 48° 25′ 13″ nord, 71° 57′ 50″ ouest | 92529  | 1760 et 1778 (entre) | Immeuble patrimonial classé | 1967 |       |
| Carré Curé-Hébert                                 | Hébertville                | Hébertville    | Rue Turgeon                             | 48° 23′ 32″ nord, 71° 41′ 48″ ouest | 155201 |                      | Site patrimonial cité       | 2009 |       |
| Maison Rémi-Hudon                                 | Hébertville                | Hébertville    | 612, rue La Barre                       | 48° 23′ 28″ nord, 71° 40′ 41″ ouest | 93302  | 1862                 | Immeuble patrimonial cité   | 2002 |       |
| Église Saint-Antoine-de-Padoue                    | Saint-Gédéon               | Saint-Gédéon   | rue De Quen                             | 48° 29′ 43″ nord, 71° 46′ 34″ ouest | 155313 | 1897                 | Immeuble patrimonial cité   | 2021 |       |
| Église de Saint-Nazaire                           | Image manquante Téléverser | Saint-Nazaire  | 201, rue Principale                     | 48° 35′ 18″ nord, 71° 33′ 03″ ouest | 155395 | 1919                 | Immeuble patrimonial cité   | 2024 |       |
| Presbytère de Saint-Nazaire                       | Image manquante Téléverser | Saint-Nazaire  | 200, rue Principale                     | 48° 35′ 16″ nord, 71° 33′ 03″ ouest | 232390 | 1944                 | Immeuble patrimonial cité   | 2020 |       |
| Église Sainte-Monique                             | Image manquante Téléverser | Sainte-Monique | 100, rue de Honfleur                    | 48° 44′ 32″ nord, 71° 51′ 06″ ouest | 155417 | 1952 à 1953          | Immeuble patrimonial cité   | 2022 |       |

## Le Domaine-du-Roy
| Bien patrimonial                                         | Illustration               | Municipalité      | Adresse                     | Coordonnées                         | No     | Constr.              | Catégorie                                                | Rec.      | Notes |
| -------------------------------------------------------- | -------------------------- | ----------------- | --------------------------- | ----------------------------------- | ------ | -------------------- | -------------------------------------------------------- | --------- | ----- |
| 819, route de la Pointe                                  | Image manquante Téléverser | Chambord          | 819, route de la Pointe     | 48° 27′ 46″ nord, 72° 05′ 15″ ouest | 119870 | 1863 (vers)          | Immeuble patrimonial cité                                | 2007      |       |
| Auberge Saint-Louis                                      | Image manquante Téléverser | Chambord          | 158-160, rue de la Gare     | 48° 25′ 19″ nord, 72° 03′ 32″ ouest | 119867 | 1875 (vers)          | Immeuble patrimonial cité                                | 2007      |       |
| Maison Laurent-Létourneau                                | Chambord                   | Chambord          | 1498, rue Principale        | 48° 25′ 47″ nord, 72° 03′ 38″ ouest | 119871 | 1906                 | Immeuble patrimonial cité                                | 2007      |       |
| Site archéologique de la Métabetchouane                  | Image manquante Téléverser | Chambord          |                             | 48° 25′ 19″ nord, 71° 58′ 03″ ouest | 93572  |                      | Site patrimonial classé                                  | 1988      |       |
| Village historique de Val-Jalbert                        | Chambord                   | Chambord          | Rue Saint-Georges           | 48° 26′ 17″ nord, 72° 09′ 59″ ouest | 92690  | 1901                 | Site patrimonial classé                                  | 1996      |       |
| Moulin de La Doré                                        | La Doré                    | La Doré           | 3951, rue des Peupliers     | 48° 41′ 51″ nord, 72° 38′ 42″ ouest | 92544  | 1904                 | Immeuble patrimonial classé Immeuble patrimonial reconnu | 1982 1978 |       |
| Site archéologique du Poste-de-Traite-de-l'Ashuapmushuan | Image manquante Téléverser | Lac-Ashuapmushuan |                             | 49° 11′ 45″ nord, 73° 47′ 09″ ouest | 93541  |                      | Site patrimonial classé                                  | 1989      |       |
| Chapelle Saint-Antoine-de-Padoue                         | Image manquante Téléverser | Lac-Bouchette     | Route de l'Ermitage         | 48° 16′ 27″ nord, 72° 11′ 25″ ouest | 92782  | 1907                 | Immeuble patrimonial classé                              | 1977      |       |
| Ancien presbytère Notre-Dame                             | Roberval                   | Roberval          | 484, boulevard Saint-Joseph | 48° 30′ 36″ nord, 72° 13′ 07″ ouest | 155500 | 1892                 | Immeuble patrimonial cité                                | 2011      |       |
| Couvent des Ursulines                                    | Roberval                   | Roberval          | 720, boulevard Saint-Joseph | 48° 30′ 57″ nord, 72° 13′ 14″ ouest | 165923 | 1926                 | Immeuble patrimonial cité                                | 2009      |       |
| Mairie de Roberval                                       | Roberval                   | Roberval          | 851, boulevard Saint-Joseph | 48° 31′ 06″ nord, 72° 13′ 20″ ouest | 105298 | 1927                 | Immeuble patrimonial cité                                | 2009      |       |
| Maison Donaldson                                         | Roberval                   | Roberval          | 464, boulevard Saint-Joseph | 48° 31′ 06″ nord, 72° 13′ 20″ ouest | 92952  | 1872 et 1876 (entre) | Immeuble patrimonial classé Immeuble patrimonial reconnu | 2012 1982 |       |
| Ancienne avoinerie                                       | Image manquante Téléverser | Saint-Prime       | 605, rue Principale         | 48° 35′ 35″ nord, 72° 20′ 13″ ouest | 236697 | 1900 ou 1901         | Immeuble patrimonial cité                                | 2023      |       |
| Ancienne fromagerie Perron                               | Saint-Prime                | Saint-Prime       | 148, avenue Albert-Perron   | 48° 34′ 33″ nord, 72° 20′ 17″ ouest | 92680  | 1892                 | Immeuble patrimonial classé                              | 1989      |       |

## Le Fjord-du-Saguenay
| Bien patrimonial                                           | Illustration               | Municipalité             | Adresse                         | Coordonnées                         | No     | Constr.              | Catégorie                 | Rec. | Notes |
| ---------------------------------------------------------- | -------------------------- | ------------------------ | ------------------------------- | ----------------------------------- | ------ | -------------------- | ------------------------- | ---- | ----- |
| Site du patrimoine de la halte-routière et du Pont couvert | Ferland-et-Boilleau        | Ferland-et-Boilleau      | Route 381                       | à géolocaliser                      | 184878 |                      | Site patrimonial cité     | 2011 |       |
| Église de Saint-Gérard-Majella                             | Image manquante Téléverser | Larouche                 |                                 | 48° 26′ 51″ nord, 71° 31′ 25″ ouest | 156114 | 1960                 | Immeuble patrimonial cité | 2023 |       |
| Chalet Antoine-Dubuc                                       | Image manquante Téléverser | Mont-Valin               |                                 | 48° 38′ 11″ nord, 70° 48′ 26″ ouest | 165919 | 1945 et 1956 (entre) | Immeuble patrimonial cité | 2009 |       |
| Site de pêche de la pointe de Bardsville                   | Image manquante Téléverser | Mont-Valin               | Route 172                       | à géolocaliser                      | 182805 |                      | Site patrimonial cité     | 2011 |       |
| Place des Ormes                                            | Image manquante Téléverser | Saint-Charles-de-Bourget | Route du Village Rue Principale | 48° 29′ 32″ nord, 71° 24′ 29″ ouest | 93570  |                      | Site patrimonial cité     | 1997 |       |
| Chapelle Saint-Basile-de-Tableau                           | Sainte-Rose-du-Nord        | Sainte-Rose-du-Nord      | 130, chemin du Tableau          | 48° 22′ 13″ nord, 70° 28′ 03″ ouest | 156202 | 1911                 | Site patrimonial cité     | 2010 |       |
| Église Saint-Félix-d'Otis                                  | Image manquante Téléverser | Saint-Félix-d'Otis       | 445, rue Principale             | 48° 16′ 23″ nord, 70° 37′ 35″ ouest | 156192 | 1953                 | Immeuble patrimonial cité | 2023 |       |

## Maria-Chapdelaine
| Bien patrimonial                                                           | Illustration               | Municipalité        | Adresse                  | Coordonnées                         | No     | Constr.      | Catégorie                                                | Rec.           | Notes |
| -------------------------------------------------------------------------- | -------------------------- | ------------------- | ------------------------ | ----------------------------------- | ------ | ------------ | -------------------------------------------------------- | -------------- | ----- |
| Site du patrimoine de l'Ancienne abbaye des Pères trappistes de Mistassini | Dolbeau-Mistassini         | Dolbeau-Mistassini  | 201, boulevard des Pères | à géolocaliser                      | 168944 | 1910 (après) | Site patrimonial cité                                    | 2010           |       |
| Parc du Centenaire                                                         | Normandin                  | Normandin           | Rue Saint-Cyrille        | à géolocaliser                      | 181099 |              | Site patrimonial cité                                    | 2010           |       |
| Église de Péribonka                                                        | Péribonka                  | Péribonka           | Rue Édouard-Niquet       | 48° 45′ 55″ nord, 72° 02′ 51″ ouest | 105889 | 1949         | Immeuble patrimonial cité                                | 2006           |       |
| Maison Samuel-Bédard                                                       | Péribonka                  | Péribonka           | 300, rue Édouard-Niquet  | 48° 45′ 56″ nord, 72° 02′ 52″ ouest | 92958  | 1903         | Immeuble patrimonial classé Immeuble patrimonial reconnu | 2021 2012 1983 |       |
| Calvaire de Saint-Augustin                                                 | Image manquante Téléverser | Saint-Augustin      |                          | 48° 48′ 15″ nord, 71° 56′ 39″ ouest | 108694 | 1899 (vers)  | Immeuble patrimonial cité                                | 2006           |       |
| Église Saint-Augustin                                                      | Image manquante Téléverser | Saint-Augustin      | 730, rue Principale      | 48° 48′ 20″ nord, 71° 56′ 44″ ouest | 155766 | 1947 à 1948  | Immeuble patrimonial cité                                | 2023           |       |
| Croix de chemin                                                            | Saint-Thomas-Didyme        | Saint-Thomas-Didyme | 24, 2e Rang              | 48° 52′ 43″ nord, 72° 41′ 19″ ouest | 93013  | 1929         | Immeuble patrimonial cité                                | 1988           |       |
| Ancien moulin de Sainte-Jeanne-d'Arc                                       | Sainte-Jeanne-d'Arc        | Sainte-Jeanne-d'Arc | 205, rue du Vieux-Moulin | 48° 51′ 53″ nord, 72° 05′ 35″ ouest | 92568  | 1938         | Immeuble patrimonial classé                              | 1977           |       |

## Saguenay
| Bien patrimonial                                                                             | Illustration               | Adresse                                                                            | Coordonnées                         | No     | Constr.      | Catégorie                                                | Rec.      | Notes |
| -------------------------------------------------------------------------------------------- | -------------------------- | ---------------------------------------------------------------------------------- | ----------------------------------- | ------ | ------------ | -------------------------------------------------------- | --------- | ----- |
| 1223-1233, rue Bagot                                                                         | Image manquante Téléverser | 1223-1233, rue Bagot                                                               | 48° 20′ 15″ nord, 70° 53′ 06″ ouest | 93633  | 1940 (vers)  | Immeuble patrimonial cité                                | 1991      |       |
| 1562-1566, rue Bagot                                                                         | Image manquante Téléverser | 1562-1566, rue Bagot                                                               | 48° 20′ 13″ nord, 70° 53′ 20″ ouest | 93631  |              | Immeuble patrimonial cité                                | 1991      |       |
| 1755, boulevard de la Grande-Baie Nord                                                       | Image manquante Téléverser | 1755, boulevard de la Grande-Baie Nord                                             | 48° 21′ 00″ nord, 70° 54′ 02″ ouest | 93617  |              | Immeuble patrimonial cité                                | 1991      |       |
| 1983, rue Bagot                                                                              | Image manquante Téléverser | 1983, rue Bagot                                                                    | 48° 20′ 09″ nord, 70° 53′ 36″ ouest | 93632  |              | Immeuble patrimonial cité                                | 1991      |       |
| 2183, rue Bagot                                                                              | Image manquante Téléverser | 2183, rue Bagot                                                                    | 48° 20′ 07″ nord, 70° 53′ 47″ ouest | 93636  |              | Immeuble patrimonial cité                                | 1991      |       |
| 3334, chemin des Chutes                                                                      | Image manquante Téléverser | 3334, chemin des Chutes                                                            | 48° 19′ 52″ nord, 70° 54′ 29″ ouest | 93623  |              | Immeuble patrimonial cité                                | 1991      |       |
| 3783, chemin Saint-Joseph                                                                    | (Canada).                  | 3783, chemin Saint-Joseph                                                          | 48° 22′ 41″ nord, 70° 54′ 14″ ouest | 93616  | 1867         | Immeuble patrimonial cité                                | 1991      |       |
| 3883, chemin Saint-Joseph                                                                    | (Canada).                  | 3883, chemin Saint-Joseph                                                          | 48° 22′ 46″ nord, 70° 54′ 25″ ouest | 93615  | 1864 (vers)  | Immeuble patrimonial cité                                | 1991      |       |
| 3982, chemin Saint-Joseph                                                                    | (Canada).                  | 3982, chemin Saint-Joseph                                                          | 48° 22′ 50″ nord, 70° 54′ 50″ ouest | 93614  | 1875 (vers)  | Immeuble patrimonial cité                                | 1991      |       |
| 4202, chemin Saint-Jean                                                                      | Image manquante Téléverser | 4202, chemin Saint-Jean                                                            | 48° 17′ 50″ nord, 70° 53′ 48″ ouest | 93626  | 1875 (vers)  | Immeuble patrimonial cité                                | 1991      |       |
| 4362, chemin Saint-Jean                                                                      | Image manquante Téléverser | 4362, chemin Saint-Jean                                                            | 48° 17′ 45″ nord, 70° 53′ 56″ ouest | 93627  | 1875         | Immeuble patrimonial cité                                | 1991      |       |
| 4803-4805, chemin Saint-Martin                                                               | Image manquante Téléverser | 4803-4805, chemin Saint-Martin                                                     | 48° 24′ 26″ nord, 70° 51′ 31″ ouest | 93607  | 1867         | Immeuble patrimonial cité                                | 1991      |       |
| 5283, chemin Saint-Martin                                                                    | Image manquante Téléverser | 5283, chemin Saint-Martin                                                          | 48° 24′ 36″ nord, 70° 52′ 48″ ouest | 93610  | 1852         | Immeuble patrimonial cité                                | 1991      |       |
| 5382, chemin Saint-Martin                                                                    | Image manquante Téléverser | 5382, chemin Saint-Martin                                                          | 48° 24′ 39″ nord, 70° 53′ 05″ ouest | 93611  | 1847         | Immeuble patrimonial cité                                | 1991      |       |
| 691, 1re Rue                                                                                 | Image manquante Téléverser | 691, 1re Rue                                                                       | 48° 19′ 47″ nord, 70° 52′ 38″ ouest | 93634  | 1906         | Immeuble patrimonial cité                                | 1991      |       |
| 8782, chemin de la Batture                                                                   | (Canada).                  | 8782, chemin de la Batture                                                         | 48° 21′ 08″ nord, 70° 44′ 26″ ouest | 93630  | 1840 (vers)  | Immeuble patrimonial cité                                | 1991      |       |
| Ancien couvent des Sœurs-Antoniennes-de-Marie                                                | (Canada).                  | 582, rue Jacques-Cartier Est                                                       | 48° 25′ 27″ nord, 71° 03′ 09″ ouest | 92527  | 1914         | Immeuble patrimonial classé Immeuble patrimonial reconnu | 2012 1978 |       |
| Ancien hôtel de ville de Jonquière                                                           | Image manquante Téléverser | 2354, rue Saint-Dominique                                                          | 48° 24′ 48″ nord, 71° 15′ 16″ ouest | 232044 | 1928         | Immeuble patrimonial cité                                | 2020      |       |
| Ancien marché d'Arvida                                                                       | (Canada).                  | 2850-2864, place Davis                                                             | 48° 25′ 34″ nord, 71° 10′ 57″ ouest | 196576 | 1944         | Immeuble patrimonial cité                                | 2013      | [ 2 ] |
| Ancienne résidence des Frères du Sacré-Cœur                                                  | (Canada).                  | 2240, rue Montpetit                                                                | 48° 24′ 45″ nord, 71° 15′ 08″ ouest | 93309  | 1926         | Immeuble patrimonial cité                                | 2000      |       |
| Calvaire Charles-Perron                                                                      | Image manquante Téléverser | 2470, boulevard de la Grande-Baie Nord                                             | 48° 21′ 35″ nord, 70° 55′ 05″ ouest | 93603  | 1911         | Immeuble patrimonial cité                                | 1991      |       |
| Chapelle Bluteau                                                                             | Image manquante Téléverser | Boulevard de la Grande-Baie Nord                                                   | 48° 21′ 23″ nord, 70° 54′ 44″ ouest | 93619  | 1911         | Immeuble patrimonial cité                                | 1991      |       |
| Chapelle de l'Oratoire-Saint-Joseph                                                          | Image manquante Téléverser | 225, rue Saint-Vallier                                                             | 48° 25′ 41″ nord, 71° 02′ 55″ ouest | 156222 | 1943         | Immeuble patrimonial classé Immeuble patrimonial cité    | 2012 2008 | [ 3 ] |
| Chapelle du Chemin-des-Chutes                                                                | Image manquante Téléverser | 4053, chemin des Chutes                                                            | 48° 19′ 27″ nord, 70° 55′ 18″ ouest | 93624  |              | Immeuble patrimonial cité                                | 1991      |       |
| Croix de chemin de la Batture                                                                | (Canada).                  | 8445, chemin de la Batture                                                         | 48° 21′ 06″ nord, 70° 45′ 00″ ouest | 93629  |              | Immeuble patrimonial cité                                | 1991      |       |
| Croix du chemin Saint-Antoine                                                                | Image manquante Téléverser | 1892, chemin Saint-Antoine                                                         | 48° 17′ 38″ nord, 70° 54′ 29″ ouest | 93628  | 1919         | Immeuble patrimonial cité                                | 1991      |       |
| Croix de chemin Saint-Joseph                                                                 | (Canada).                  | 1722, chemin Saint-Joseph                                                          | 48° 21′ 45″ nord, 70° 52′ 28″ ouest | 93613  | 1923         | Immeuble patrimonial cité                                | 1991      |       |
| Croix du chemin Saint-Martin                                                                 | (Canada).                  | 5132, chemin Saint-Martin                                                          | 48° 24′ 29″ nord, 70° 52′ 34″ ouest | 93609  | 1938 (vers)  | Immeuble patrimonial cité                                | 1991      |       |
| Croix du Cap-Saint-Alexis                                                                    | (Canada).                  | Rue Saint-Alexis                                                                   | 48° 19′ 11″ nord, 70° 51′ 54″ ouest | 93635  |              | Immeuble patrimonial cité                                | 1991      |       |
| Croix du Centenaire                                                                          | (Canada).                  | Chemin du Cap-à-l'Ouest                                                            | 48° 21′ 09″ nord, 70° 51′ 03″ ouest | 93622  | 1938         | Immeuble patrimonial cité                                | 1991      |       |
| École Saint-François-Xavier                                                                  | (Canada).                  | 272, rue du Séminaire                                                              | 48° 25′ 37″ nord, 71° 03′ 07″ ouest | 92995  | 1924         | Immeuble patrimonial cité                                | 1987      | [ 4 ] |
| Édifice Thomas-Zozyme-Cloutier                                                               | (Canada).                  | 184, rue Jacques-Cartier Est                                                       | 48° 25′ 35″ nord, 71° 03′ 47″ ouest | 109736 | 1905         | Immeuble patrimonial cité                                | 2007      |       |
| Église de Notre-Dame-de-Laterrière                                                           | (Canada).                  | Rue Notre-Dame                                                                     | 48° 18′ 32″ nord, 71° 06′ 29″ ouest | 92723  | 1865         | Immeuble patrimonial classé                              | 1969      |       |
| Église de Saint-Marc                                                                         | (Canada).                  | 1694, rue Sirois                                                                   | 48° 20′ 16″ nord, 70° 53′ 27″ ouest | 105554 | 1956         | Immeuble patrimonial classé                              | 2009      | [ 5 ] |
| Église du Sacré-Cœur                                                                         | (Canada).                  | Rue Bossé                                                                          | 48° 25′ 27″ nord, 71° 04′ 37″ ouest | 93412  | 1905         | Immeuble patrimonial classé                              | 2001      | [ 6 ] |
| Église Sainte-Thérèse-de-l'Enfant-Jésus                                                      | (Canada).                  | 1802, ruelle Wöhler                                                                | 48° 25′ 57″ nord, 71° 10′ 47″ ouest | 93544  | 1928         | Immeuble patrimonial cité                                | 1999      | ,     |
| Église Saint-Mathias                                                                         | (Canada).                  | 2327, rue Lévesque                                                                 | 48° 24′ 30″ nord, 71° 10′ 22″ ouest | 105511 | 1964-1965    | Immeuble patrimonial classé                              | 2021      | [ 8 ] |
| Ensemble conventuel des Servantes-du-Très-Saint-Sacrement                                    | Image manquante Téléverser | 379, rue Saint-Sacrement                                                           | 48° 25′ 32″ nord, 71° 03′ 47″ ouest | 114686 | 1909         | Immeuble patrimonial cité                                | 2007      |       |
| Four à pain du Chemin-des-Chutes                                                             | Image manquante Téléverser | 4022, chemin des Chutes                                                            | 48° 19′ 29″ nord, 70° 55′ 17″ ouest | 93625  |              | Immeuble patrimonial cité                                | 1991      |       |
| Maison d'animation sociale et culturelle                                                     | (Canada).                  | 4014-4018, rue de la Fabrique                                                      | 48° 24′ 32″ nord, 71° 15′ 23″ ouest | 93519  | 1911         | Immeuble patrimonial cité                                | 1998      |       |
| Maison Françoise-Simard                                                                      | (Canada).                  | 1722, chemin Saint-Joseph                                                          | 48° 21′ 46″ nord, 70° 52′ 28″ ouest | 93612  | 1850 (vers)  | Immeuble patrimonial cité                                | 1991      |       |
| Maison Gertrude-McLeod                                                                       | (Canada).                  | 679, rue Racine Est                                                                | 48° 25′ 47″ nord, 71° 02′ 52″ ouest | 99046  | 1906         | Immeuble patrimonial cité                                | 2005      |       |
| Maison Jean-Maurice-Coulombe                                                                 | (Canada).                  | 4860, route Desmeules                                                              | 48° 30′ 35″ nord, 71° 16′ 34″ ouest | 93018  | 1897         | Immeuble patrimonial cité                                | 1988      |       |
| Maison Petit                                                                                 | (Canada).                  | 1000, boulevard Sainte-Geneviève                                                   | 48° 27′ 03″ nord, 71° 05′ 20″ ouest | 93062  |              | Immeuble patrimonial cité                                | 1992      |       |
| Maison Price                                                                                 | (Canada).                  | 110-114, rue Price Ouest                                                           | 48° 25′ 30″ nord, 71° 05′ 20″ ouest | 92953  | 1870         | Immeuble patrimonial classé Immeuble patrimonial reconnu | 2012 1982 |       |
| Moulin du Père-Honorat                                                                       | (Canada).                  | 741, rue du Père-Honorat                                                           | 48° 18′ 15″ nord, 71° 06′ 29″ ouest | 92420  | 1846         | Immeuble patrimonial classé Aire de protection délimitée | 1973 1974 |       |
| Noyau institutionnel d'Arvida                                                                | Image manquante Téléverser |                                                                                    | 48° 25′ 59″ nord, 71° 11′ 06″ ouest | 97774  |              | Site patrimonial cité                                    | 2001      | [ 2 ] |
| Pont d'aluminium d'Arvida                                                                    | (Canada).                  |                                                                                    | 48° 26′ 40″ nord, 71° 13′ 06″ ouest | 93514  | 1950         | Immeuble patrimonial cité                                | 2005      |       |
| Pont de Sainte-Anne                                                                          | (Canada).                  |                                                                                    | 48° 25′ 59″ nord, 71° 04′ 04″ ouest | 232586 | 1930-1933    | Immeuble patrimonial cité                                | 2020      |       |
| Presbytère de Notre-Dame-de-Laterrière                                                       | Image manquante Téléverser | 6157, rue Notre-Dame                                                               | 48° 18′ 31″ nord, 71° 06′ 26″ ouest | 92724  | 1869         | Immeuble patrimonial classé                              | 1969      |       |
| Presbytère du Sacré-Cœur                                                                     | (Canada).                  | 244, rue Bossé                                                                     | 48° 25′ 26″ nord, 71° 04′ 36″ ouest | 93413  | 1919         | Immeuble patrimonial classé                              | 2001      | [ 6 ] |
| Pulperie de Chicoutimi                                                                       | (Canada).                  | 300, rue Dubuc                                                                     | 48° 25′ 14″ nord, 71° 05′ 00″ ouest | 92845  | 1897         | Site patrimonial classé                                  | 1984      |       |
| Site du patrimoine de l'Église-Saint-James-the-Apostle                                       | (Canada).                  |                                                                                    | 48° 25′ 26″ nord, 71° 14′ 38″ ouest | 105403 |              | Site patrimonial cité                                    | 2006      |       |
| Site du patrimoine de la rue du Séminaire                                                    | (Canada).                  |                                                                                    | 48° 25′ 35″ nord, 71° 03′ 06″ ouest | 93546  |              | Site patrimonial cité                                    | 1989      |       |
| Site du patrimoine de la ville construite en 135 jours                                       | (Canada).                  |                                                                                    | 48° 25′ 58″ nord, 71° 10′ 47″ ouest | 185003 | 1925 (après) | Site patrimonial cité                                    | 2010      | [ 2 ] |
| Site du patrimoine du noyau institutionnel de Saint-Alexis-de-Grande-Baie                    | (Canada).                  | Rue Alexis-Simard                                                                  | 48° 18′ 59″ nord, 70° 51′ 16″ ouest | 93597  |              | Site patrimonial cité                                    | 2005      |       |
| Site du patrimoine du Noyau-Institutionnel-de-Saint-Alphonse-de-Bagotville                   | (Canada).                  |                                                                                    | 48° 20′ 28″ nord, 70° 52′ 51″ ouest | 93585  |              | Site patrimonial cité                                    | 2005      |       |
| Site du patrimoine du Noyau-Institutionnel-de-Saint-Édouard-de-Port-Alfred                   | (Canada).                  | 491 à 633, boulevard de la Grande-Baie Sud                                         | 48° 19′ 50″ nord, 70° 52′ 46″ ouest | 93593  |              | Site patrimonial cité                                    | 2005      |       |
| Site du patrimoine du Noyau-Institutionnel-de-Saint-Marc-de-Bagotville                       | (Canada).                  | Rue Saint-Marc Rue Sirois                                                          | 48° 20′ 16″ nord, 70° 53′ 24″ ouest | 93589  |              | Site patrimonial cité                                    | 2005      |       |
| Site du patrimoine du Vieux-Bagotville (secteur Albert/Bagot)                                | Image manquante Téléverser | 803 à 915, rue de la Fabrique                                                      | 48° 20′ 21″ nord, 70° 52′ 47″ ouest | 93586  |              | Site patrimonial cité                                    | 2005      |       |
| Site du patrimoine du Vieux-Bagotville (secteur Victoria)                                    | Image manquante Téléverser | 751 à 1002, rue de Victoria                                                        | 48° 20′ 38″ nord, 70° 52′ 52″ ouest | 93584  |              | Site patrimonial cité                                    | 2005      |       |
| Site du patrimoine du Vieux-Grande-Baie (secteur Prince-Albert)                              | Image manquante Téléverser | 3271 à 3353, rue du Prince-Albert                                                  | 48° 18′ 52″ nord, 70° 51′ 09″ ouest | 93598  |              | Site patrimonial cité                                    | 2005      |       |
| Site du patrimoine du Vieux-Grande-Baie (secteur Saint-Pascal)                               | Image manquante Téléverser | 3471 à 3662, boulevard de la Grande-Baie Sud 1022 à 1053, rue Saint-Pascal         | 48° 19′ 02″ nord, 70° 51′ 03″ ouest | 93599  |              | Site patrimonial cité                                    | 2005      |       |
| Site patrimonial d'Arvida                                                                    | (Canada).                  |                                                                                    | 48° 25′ 35″ nord, 71° 11′ 03″ ouest | 168589 |              | Site patrimonial déclaré                                 | 2018      |       |
| Site patrimonial de l'Ancien-Collège-Saint-Édouard                                           | (Canada).                  | 1320, 1re Avenue                                                                   | 48° 19′ 36″ nord, 70° 52′ 47″ ouest | 93592  | 1927         | Site patrimonial cité                                    | 2005      |       |
| Site patrimonial de l'Ancienne-Académie-Saint-Alphonse-de-Bagotville                         | Image manquante Téléverser | 425-427, boulevard de la Grande-Baie Nord                                          | 48° 20′ 27″ nord, 70° 53′ 04″ ouest | 93588  |              | Site patrimonial cité                                    | 2005      |       |
| Site patrimonial de l'Ancienne-Centrale-Hydroélectrique-de-Bagotville                        | Image manquante Téléverser | 7400, chemin des Chutes                                                            | 48° 18′ 13″ nord, 70° 59′ 13″ ouest | 93603  | 1910 (vers)  | Site patrimonial cité                                    | 2005      |       |
| Site patrimonial de l'Église-Christ-Roi                                                      | (Canada).                  | Rue Sainte-Anne                                                                    | 48° 25′ 31″ nord, 71° 04′ 03″ ouest | 105533 |              | Site patrimonial cité                                    | 2006      |       |
| Site patrimonial de l'Église-du-Sacré-Cœur                                                   | (Canada).                  | Rue Bossé                                                                          | 48° 25′ 26″ nord, 71° 04′ 33″ ouest | 93651  |              | Site patrimonial cité                                    | 1992      |       |
| Site patrimonial de l'Église-Notre-Dame-de-la-Baie                                           | (Canada).                  | 2e Rue                                                                             | 48° 19′ 31″ nord, 70° 52′ 33″ ouest | 93595  |              | Site patrimonial cité                                    | 2005      |       |
| Site patrimonial de l'Église-Saint-Antoine                                                   | (Canada).                  | Chemin de la Réserve                                                               | 48° 25′ 27″ nord, 71° 05′ 14″ ouest | 105539 |              | Site patrimonial cité                                    | 2022 2006 |       |
| Site patrimonial de l'Église-Saint-Dominique                                                 | (Canada).                  | Rue Saint-Dominique                                                                | 48° 24′ 32″ nord, 71° 15′ 24″ ouest | 105415 |              | Site patrimonial cité                                    | 2006      |       |
| Site patrimonial de l'Église-Saint-Georges                                                   | (Canada).                  |                                                                                    | 48° 24′ 57″ nord, 71° 15′ 38″ ouest | 105501 |              | Site patrimonial cité                                    | 2006      |       |
| Site patrimonial de l'Église-Saint-Isidore                                                   | (Canada).                  | Rue des Ormes                                                                      | 48° 25′ 46″ nord, 71° 01′ 25″ ouest | 105516 |              | Site patrimonial cité                                    | 2006      |       |
| Site patrimonial de l'Église-Saint-Jacques                                                   | (Canada).                  |                                                                                    | 48° 25′ 13″ nord, 71° 10′ 34″ ouest | 105508 |              | Site patrimonial cité                                    | 2006      |       |
| Site patrimonial de l'Église-Saint-Laurent                                                   | (Canada).                  |                                                                                    | 48° 25′ 05″ nord, 71° 14′ 50″ ouest | 105498 |              | Site patrimonial cité                                    | 2006      |       |
| Site patrimonial de l'Église-Saint-Luc                                                       | (Canada).                  | Rue du Régent                                                                      | 48° 26′ 31″ nord, 71° 03′ 33″ ouest | 105519 |              | Site patrimonial cité                                    | 2006      |       |
| Site patrimonial de l'Église-Saint-Mathias                                                   | (Canada).                  | Rue Lévesque                                                                       | 48° 24′ 30″ nord, 71° 10′ 17″ ouest | 105510 |              | Site patrimonial cité                                    | 2006      |       |
| Site patrimonial de l'Église-Saint-Matthieu                                                  | (Canada).                  |                                                                                    | 48° 25′ 30″ nord, 71° 14′ 21″ ouest | 105408 |              | Site patrimonial cité                                    | 2006      |       |
| Site patrimonial de l'Église-Saint-Raphaël                                                   | (Canada).                  | Rue Saint-Jean-Baptiste                                                            | 48° 24′ 33″ nord, 71° 15′ 52″ ouest | 105504 |              | Site patrimonial cité                                    | 2006      |       |
| Site patrimonial de l'Église-Sainte-Anne                                                     | (Canada).                  | Rue Roussel                                                                        | 48° 26′ 25″ nord, 71° 04′ 43″ ouest | 93513  |              | Site patrimonial cité                                    | 2005      |       |
| Site patrimonial de l'Église-Sainte-Claire                                                   | (Canada).                  | Rue Saint-Armand                                                                   | 48° 26′ 45″ nord, 71° 05′ 26″ ouest | 105527 |              | Site patrimonial cité                                    | 2022 2006 |       |
| Site patrimonial de la Chapelle-Saint-Cyriac                                                 | (Canada).                  | Rue de la Chapelle                                                                 | 48° 20′ 23″ nord, 71° 22′ 14″ ouest | 105340 | 1905         | Site patrimonial cité                                    | 2006      |       |
| Site patrimonial de la Côte-de-la-Fabrique                                                   | Image manquante Téléverser | 410 à 458, boulevard de la Grande-Baie Sud                                         | 48° 20′ 24″ nord, 70° 52′ 58″ ouest | 93587  |              | Site patrimonial cité                                    | 2005      |       |
| Site patrimonial de la Maison-John-Kane                                                      | (Canada).                  | 1051 à 1113, rue Bergeron 2631 à 2813, rue Monseigneur-Dufour 2780 à 2835, rue Roy | 48° 18′ 58″ nord, 70° 51′ 37″ ouest | 93596  |              | Site patrimonial cité                                    | 2005      |       |
| Site patrimonial de la Papeterie-de-Port-Alfred                                              | Image manquante Téléverser | 400 à 542, 1re Rue                                                                 | 48° 19′ 52″ nord, 70° 52′ 30″ ouest | 93596  |              | Site patrimonial cité                                    | 1991      |       |
| Site patrimonial de la Scierie-Georges-Abel-Tremblay                                         | Image manquante Téléverser | 3200, avenue du Port                                                               | 48° 19′ 44″ nord, 70° 54′ 23″ ouest | 93604  |              | Site patrimonial cité                                    | 2005      |       |
| Site patrimonial des Écorceurs-de-l'Anse-à-Benjamin                                          | (Canada).                  | Route de l'Anse-à-Benjamin                                                         | 48° 21′ 09″ nord, 70° 51′ 36″ ouest | 93605  |              | Site patrimonial cité                                    | 2005      |       |
| Site patrimonial des Maisons-des-Cadres-de-la-Papeterie-de-Port-Alfred                       | (Canada).                  | 2e Avenue                                                                          | 48° 19′ 36″ nord, 70° 52′ 55″ ouest | 93591  |              | Site patrimonial cité                                    | 2005      |       |
| Site patrimonial des Maisons-Ouvrières-de-la-Papeterie-de-Port-Alfred                        | Image manquante Téléverser | 4e Rue                                                                             | 48° 19′ 46″ nord, 70° 53′ 05″ ouest | 93590  |              | Site patrimonial cité                                    | 2005      |       |
| Site patrimonial du Barachois-de-Grande-Baie                                                 | (Canada).                  | Rue Coulombe Boulevard de la Grande-Baie                                           | 48° 19′ 07″ nord, 70° 50′ 47″ ouest | 93600  |              | Site patrimonial cité                                    | 2005      |       |
| Site patrimonial du Barrage-de-la-Rivière-à-Mars                                             | (Canada).                  | 3232, chemin Saint-Louis                                                           | 48° 19′ 41″ nord, 70° 54′ 14″ ouest | 93606  |              | Site patrimonial cité                                    | 2005      |       |
| Site patrimonial du Bassin                                                                   | (Canada).                  |                                                                                    | 48° 25′ 30″ nord, 71° 04′ 32″ ouest | 93432  |              | Site patrimonial cité                                    | 2001      |       |
| Site patrimonial du centre-ville d'Arvida                                                    | Image manquante Téléverser |                                                                                    | 48° 25′ 33″ nord, 71° 10′ 58″ ouest | 206926 |              | Site patrimonial cité                                    | 2017      | [ 2 ] |
| Site patrimonial du Cimetière-Saint-François-Xavier                                          | (Canada).                  | Chemin Saint-Thomas                                                                | 48° 25′ 17″ nord, 71° 03′ 21″ ouest | 92812  | 1875         | Site patrimonial cité                                    | 1996      |       |
| Site patrimonial du Manoir-Julien-Édouard-Alfred-Dubuc-et-du-Château-John-Murdoch            | (Canada).                  |                                                                                    | 48° 25′ 24″ nord, 71° 02′ 56″ ouest | 93545  |              | Site patrimonial cité                                    | 1989      |       |
| Site patrimonial du Monastère-des-Augustines-de-la-Miséricorde-de-Jésus-et-du-Monument-Price | (Canada).                  |                                                                                    | 48° 25′ 38″ nord, 71° 02′ 49″ ouest | 115310 |              | Site patrimonial cité                                    | 2008      |       |
| Site patrimonial du Poste-de-Traite-de-Chicoutimi                                            | Image manquante Téléverser | Boulevard du Saguenay Ouest                                                        | 48° 25′ 44″ nord, 71° 04′ 32″ ouest | 92593  |              | Site patrimonial classé                                  | 1984      |       |
| Site patrimonial du Quai-Agésilas-Lepage                                                     | (Canada).                  | 651, rue du Cap 982, rue Mars                                                      | 48° 20′ 40″ nord, 70° 52′ 43″ ouest | 93602  |              | Site patrimonial cité                                    | 2005      |       |
| Site patrimonial du Quai-Laurier-Simard                                                      | (Canada).                  | 935, rue Saint-Pascal                                                              | 48° 19′ 08″ nord, 70° 51′ 04″ ouest | 93601  |              | Site patrimonial cité                                    | 2005      |       |
| Site patrimonial du Sacré-Cœur                                                               | (Canada).                  | Rue Bosse                                                                          | 48° 25′ 27″ nord, 71° 04′ 36″ ouest | 92960  |              | Site patrimonial classé                                  | 2001      | [ 9 ] |
| Site patrimonial du Secteur-de-la-rue-Neilson                                                | Image manquante Téléverser |                                                                                    | à géolocaliser                      | 185005 |              | Site patrimonial cité                                    | 2010      | [ 2 ] |
| Site patrimonial du Secteur-du-Manoir-du-Saguenay                                            | Image manquante Téléverser |                                                                                    | à géolocaliser                      | 185004 |              | Site patrimonial cité                                    | 2010      | [ 2 ] |